# Fontarón
Fontarón (llamada oficialmente Sancti Spiritus de Fontarón) es una parroquia y una aldea española del municipio de Becerreá, en la provincia de Lugo, Galicia.

## Localización
La parroquia se ubica en el noroeste del municipio de Becerreá.

## Historia
La feligresía contaba a mediados del siglo XIX con 219 habitantes. Aparece descrita en el octavo volumen del Diccionario geográfico-estadístico-histórico de España y sus posesiones de Ultramar de Pascual Madoz de la siguiente manera:

FONTARON (Sancti-Spiritus de): felig. en la prov. y dióc. de Lugo (8 leg.), part. jud. y ayunt. de Becerreá (2). sit. en una altura al SE. de la sierra de Gazalla. clima frio, pero bastante sano : se compone de los l. y cas. de Cabanas, Caldoval, Foncoba, Fontarón, Lago, Pedrelada, Regochao y Regosmil, que reunen 35 casas, y cuentan con fuentes de escelente agua potable. La igl. parr. (Sancti-Spiritus) es única, y su curato de entrada y patronato Real y ecl. El térm. confina por N. con el de Corneas; al E. y S. los montes ó sierra de Villamame, y al O. el r. Neira, al cual se agregan los arroyos de que E. á O. bañan la felig. El terreno participa de monte arbolado y de llanos y laderas de buena calidad, destinadas al cultivo. Los caminos son vecinales y malos, y el corre se recibe por la cap. del part. prod. centeno, patatas, avena, algun trigo, legumbres, castañas, lino y hortalizas : cria ganado vacuno, mular, lanar y de cerda : hay caza, y su ind. es la agrícola y molinos harineros. pobl.: 40 vec., 219 alm. contr.: con su ayunt. (V.)
(Madoz, 1847, p. 131)

## Organización territorial
La parroquia está formada por nueve entidades de población, constando 6 de ellas en el nomenclátor del Instituto Nacional de Estadística español:
- Cabanas (As Cabanas)[7]
- Caldoval
- Foncova
- Fontarón
- Lago (O Lago)[7]
- O Teso
- Pedrelada
- Regochao
- Regosmil

## Demografía

### Parroquia
| Gráfica de evolución demográfica de Fontarón (parroquia) entre 2000 y 2020 |
|                                                                            |
| Datos según el nomenclátor publicado por el INE.                           |

### Aldea
| Gráfica de evolución demográfica de Fontarón (aldea) entre 2000 y 2019 |
|                                                                        |
| Datos según el nomenclátor publicado por el INE.                       |